# Genís García
Genís García Iscla (sinh 18 tháng 5 năm 1978) là một cầu thủ bóng đá Andorra. Hiện tại anh đang thi đấu cho đội tuyển quốc gia Andorra và FC Santa Coloma.

## Thống kê đội tuyển quốc gia
Cập nhật ngày 28 tháng 9 năm 2014
| Đội tuyển quốc gia Andorra | Đội tuyển quốc gia Andorra | Đội tuyển quốc gia Andorra |
| Năm                        | Trận                       | Bàn thắng                  |
| -------------------------- | -------------------------- | -------------------------- |
| 1997                       | 1                          | 0                          |
| 1998                       | 5                          | 0                          |
| 1999                       | 4                          | 0                          |
| 2000                       | 0                          | 0                          |
| 2001                       | 2                          | 0                          |
| 2002                       | 0                          | 0                          |
| 2003                       | 2                          | 0                          |
| 2004                       | 5                          | 0                          |
| 2005                       | 5                          | 0                          |
| 2006                       | 5                          | 0                          |
| 2007                       | 7                          | 0                          |
| 2008                       | 1                          | 0                          |
| 2009                       | 2                          | 0                          |
| 2010                       | 1                          | 0                          |
| Tổng                       | 40                         | 0                          |